# Lepthyphantes afer
Lepthyphantes afer är en spindelart som först beskrevs av Simon 1913.  Lepthyphantes afer ingår i släktet Lepthyphantes och familjen täckvävarspindlar.
Artens utbredningsområde är Algeriet. Inga underarter finns listade i Catalogue of Life.